# Via Imperii
Via Imperii (cesarska cesta) je bila ena najpomembnejših cest v razredu cest, znanih skupaj kot cesarske ceste (nemško Reichsstraßen) Svetega rimskega cesarstva. Ta stara trgovska pot je potekala v smeri jug-sever od Benetk ob Jadranskem morju in Verone v Kraljevini Italiji čez prelaz Brenner skozi Nemčijo do baltske obale mimo naslednjih mest:
- Innsbruck na Tirolskem
- Augsburg v knežji škofiji Augsburg
- Svobodno cesarsko mesto Nürnberg
- Bayreuth, Berneck, Münchberg in Hof v Kneževini Bayreuth
- Plauen, Mylau in Reichenbach v regiji Vogtland
- Zwickau, Altenburg, Regis, Borna, Markkleeberg in Connewitz v mejni grofiji Meissen
- Leipzig – križišče z vzhod–zahod Via Regia
- Wittenberg Saška-Wittenberg
- Cölln/Berlin, glavno mesto mejne grofije Brandenburg
- Bernau bei Berlin
- Szczecin v Vojvodini Pomorjanski

Na njenem križišču z Via Regia je nastal »Ort bei den Linden«, današnji Leipzig. Od Rima do Oberaua na skrajnem jugu Bavarske njen potek ustreza poti rimske ceste Via Raetia, ki je od leta 200 n. št. nadomestila Via Claudia Augusta kot najpomembnejša cestna povezava čez vzhodne Alpe.
Mesta na poti so imela privilegij pravic skladiščenja, trgovci so morali uporabljati cestninsko cesto in posledično uživali zaščito cesarske oblasti pod pogoji Landfriedena.
Dele zgodovinske poti danes pokrivajo italijanska Strada Statale št. 12, v Avstriji z Brennerstraße in Seefelder Straße čez Seefelder Sattel in v Nemčiji z zvezno avtocesto 2 (izjema: pot med Oberau in Augsburgom ustreza B 23 in B 17 ter pot od Hofa do Leipziga sledite smeri B 173 in B 93).

## Pomen
Kot vse glavne ceste v cesarstvu je bila tudi Via Imperii velikega gospodarskega pomena, imela je prednost obveznih cest (uporaba predpisanih cest), bila je dobro razvita in plačljiva. Okoli leta 1430 je več kot 90 odstotkov trgovine na dolge razdalje med Augsburgom in Beneško republiko potekalo po poti, imenovani tudi »spodnja cesta«, s 6500 tovornimi vozovi na leto. Tako kot po Via Regia so tudi tu romali, tudi iz Altenburga.

## Romarska pot
Jakobova pot »Via Imperii« od leta 2015 vodi od Szczecina prek Berlina, Leipziga in Zwickaua do Hofa.